# Eudorylas minghlanii
Eudorylas minghlanii är en tvåvingeart som beskrevs av Kapoor, Grewal och Sharma 1987. Eudorylas minghlanii ingår i släktet Eudorylas och familjen ögonflugor. Inga underarter finns listade i Catalogue of Life.